# NASCAR Grand National Series 1951
La NASCAR Grand National 1951 (odierna NASCAR Cup Series) è stata la 3ª stagione della storia della NASCAR.

## Cronaca
Al termine delle 41 gare di questa terza stagione NASCAR, Herb Thomas la spuntò su Fonty Flock.

## Risultati
| Data | Gara   | Circuito                         | 1º              | 2º                 | 3º              |
| ---- | ------ | -------------------------------- | --------------- | ------------------ | --------------- |
| 1    | 11-feb | Daytona Beach & Road Course      | Marshall Teague | Tim Flock          | Fonty Flock     |
| 2    | 1-apr  | Charlotte Speedway               | Curtis Turner   | Lee Petty          | Marshall Teague |
| 3    | 8-apr  | Lakeview Speedway                | Tim Flock       | Fonty Flock        | Herb Thomas     |
| 4    | 8-apr  | Carrell Speedway                 | Marshall Teague | Johnny Mantz       | George Seeger   |
| 5    | 15-apr | Occoneechee Speedway             | Fonty Flock     | Frank Mundy        | Bill Blair      |
| 6    | 22-apr | Arizona State Fairgrounds        | Marshall Teague | Erick Erickson     | Tim Flock       |
| 7    | 29-apr | North Wilkesboro Speedway        | Fonty Flock     | Tim Flock          | Lee Petty       |
| 8    | 6-mag  | Martinsville Speedway            | Curtis Turner   | Frank Mundy        | Tim Flock       |
| 9    | 30-mag | Canfield Speedway                | Marshall Teague | Tim Flock          | Fonty Flock     |
| 10   | 10-giu | Columbus Speedway                | Tim Flock       | Gober Sosebee      | Herb Thomas     |
| 11   | 16-giu | Columbia Speedway                | Frank Mundy     | Bill Blair         | Marshall Teague |
| 12   | 24-giu | Dayton Speedway                  | Curtis Turner   | Dick Rathmann      | Tim Flock       |
| 13   | 30-giu | Carrell Speedway                 | Lou Figaro      | Chuck Meekins      | Lloyd Dane      |
| 14   | 1-lug  | Grand River Speedrome            | Marshall Teague | Dick Rathmann      | Fonty Flock     |
| 15   | 8-lug  | Bainbridge Speedway              | Fonty Flock     | Dick Rathmann      | Frank Mundy     |
| 16   | 15-lug | Heidelberg Raceway               | Herb Thomas     | Jim Fiebelkorn     | Agoie Walackas  |
| 17   | 29-lug | Asheville-Weaverville Speedway   | Fonty Flock     | Gober Sosebee      | Herb Thomas     |
| 18   | 31-lug | Monroe County Fairgrounds        | Lee Petty       | Charles Gattalia   | Ronnie Kohler   |
| 19   | 1-ago  | Altamont-Schenectady Fairgrounds | Fonty Flock     | Herb Thomas        | Lee Petty       |
| 20   | 12-ago | Michigan State Fairgrounds       | Tommy Thompson  | Joe Eubanks        | Johnny Mantz    |
| 21   | 19-ago | Fort Miami Speedway              | Tim Flock       | Dell Pearson       | Oda Greene      |
| 22   | 24-ago | Morristown Speedway              | Tim Flock       | Lee Petty          | Ronnie Kohler   |
| 23   | 25-ago | Air Base Speedway                | Bob Flock       | Tim Flock          | Buck Baker      |
| 24   | 3-set  | Darlington Raceway               | Herb Thomas     | Jesse James Taylor | Buddy Shuman    |
| 25   | 7-set  | Columbia Speedway                | Tim Flock       | Fireball Roberts   | Jimmie Lewallen |
| 26   | 8-set  | Central City Speedway            | Herb Thomas     | Gober Sosebee      | Jim Paschal     |
| 27   | 15-set | Langhorne Speedway               | Herb Thomas     | Fonty Flock        | Dick Rathmann   |
| 28   | 23-set | Charlotte Speedway               | Herb Thomas     | Shorty York        | Donald Thomas   |
| 29   | 23-set | Dayton Speedway                  | Fonty Flock     | Neil Cole          | Lloyd Moore     |
| 30   | 30-set | Wilson Speedway                  | Fonty Flock     | Bob Flock          | Jimmie Lewallen |
| 31   | 7-ott  | Occoneechee Speedway             | Herb Thomas     | Leonard Tippett    | Joe Eubanks     |
| 32   | 12-ott | Thompson Speedway                | Neil Cole       | Jim Reed           | Dick Eagan      |
| 33   | 14-ott | Pine Grove Speedway              | Tim Flock       | John McGinley      | Billy Carden    |
| 34   | 14-ott | Martinsville Speedway            | Frank Mundy     | Lee Petty          | Billy Myers     |
| 35   | 14-ott | Oakland Stadium                  | Marvin Burke    | Robert Caswell     | Woody Brown     |
| 36   | 21-ott | North Wilkesboro Speedway        | Fonty Flock     | Lee Petty          | Joe Eubanks     |
| 37   | 28-ott | Marchbanks Speedway              | Danny Weinberg  | Marvin Panch       | Bill Norton     |
| 38   | 4-nov  | Speedway Park                    | Herb Thomas     | Jack Smith         | Fonty Flock     |
| 39   | 11-nov | Lakewood Speedway                | Tim Flock       | Bob Flock          | Jack Smith      |
| 40   | 11-nov | Carrell Speedway                 | Bill Norton     | Dick Meyer         | Erick Erickson  |
| 41   | 25-nov | Lakeview Speedway                | Frank Mundy     | Tim Flock          | Red Duvall      |

## Classifica
| #  | Pilota             | Pt.  |
| -- | ------------------ | ---- |
| 1  | Herb Thomas        | 4208 |
| 2  | Fonty Flock        | 4062 |
| 3  | Tim Flock          | 3722 |
| 4  | Lee Petty          | 2392 |
| 5  | Frank Mundy        | 1963 |
| 6  | Buddy Shuman       | 1368 |
| 7  | Jesse James Taylor | 1214 |
| 8  | Dick Rathmann      | 1040 |
| 9  | Bill Snowden       | 1009 |
| 10 | Joe Eubanks        | 1005 |